# Locomotiva FCL 500
Le locomotive a vapore gruppo 500 erano un gruppo di locotender, alimentate a carbone, che la Mediterranea Calabro Lucane acquisì per il servizio sulle proprie linee a scartamento ridotto.

## Storia
Le locomotive vennero ordinate alla CEMSA di Saronno, in numero di 6 unità, intorno al 1928;
vennero consegnate tra il 1930 e il 1932 e assegnate ai depositi locomotive di Lagonegro e di Catanzaro Lido per il loro utilizzo sulla Spezzano-Lagonegro, che presentava tratte a cremagliera, e sulla linea per Catanzaro. Nel 1952 in seguito alla chiusura all'esercizio della tratta Lagonegro-Rivello le locomotive, in numero di 3 vennero riassegnate all'impianto di Castrovillari; una di queste, la 503, vi è rimasta come monumento nella piazza della stazione.

## Caratteristiche
Le locomotive 500 erano delle grosse e potenti locotender a 3 assi accoppiati; erano munite di carrello, anteriore e posteriore, Bissel ad un asse portante. Ciò ne faceva il modello più imponente dell'intera rete; tale configurazione, perfettamente simmetrica, le rendeva inoltre atte alla marcia nei due sensi senza bisogno della giratura a fine corsa sulle piattaforme girevoli. Erano munite di ruota dentata per la trazione a cremagliera con dentatura tipo Strub che ne permetteva l'utilizzo anche nella difficile rampa, del 100 per mille, tra Catanzaro Lido e Catanzaro.

## Deposito locomotive di assegnazione
- Deposito locomotive di Lagonegro: 3 unità
- Deposito locomotive di Catanzaro Lido: 3 unità
- Deposito locomotive di Castrovillari (dal 1952 ha ricevuto le locomotive di Lagonegro)

## Galleria d'immagini

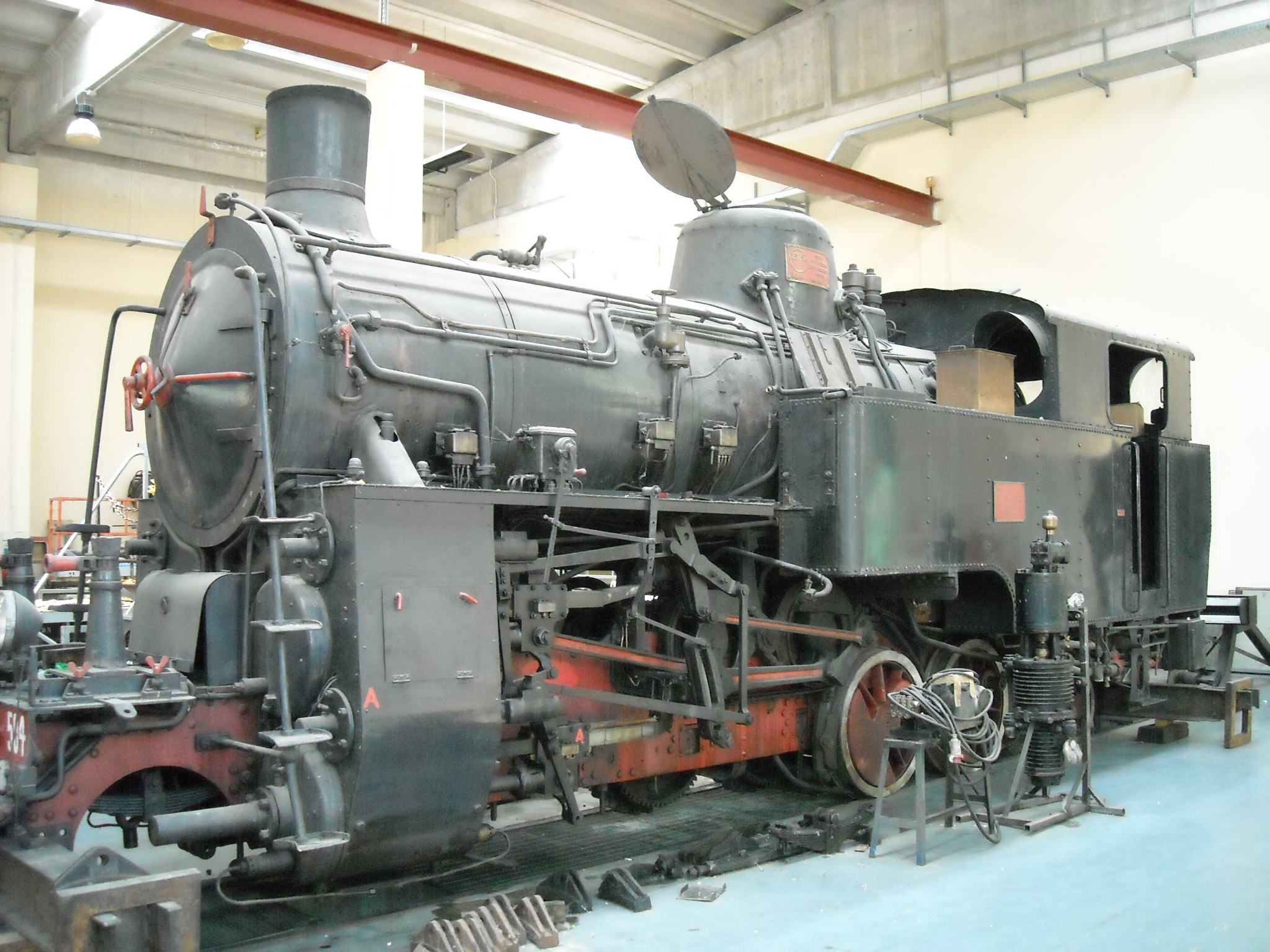
FCL.504 in manutenzione a Cosenza
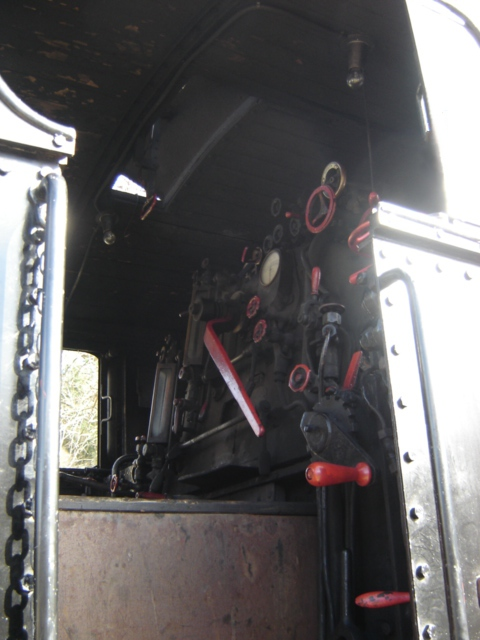
Cabina di guida della FCL 504
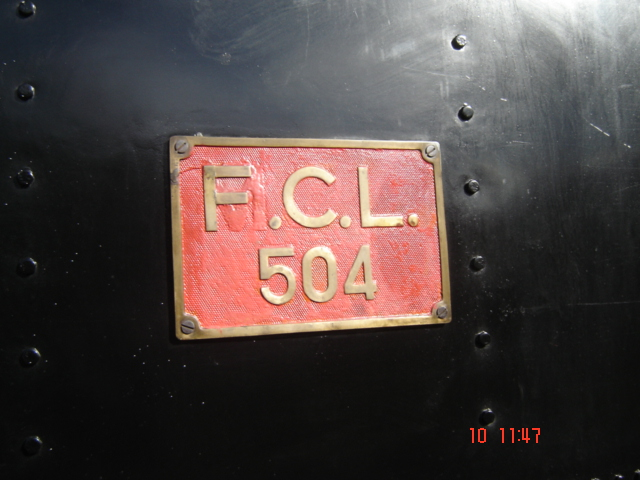
Targa della FCL 504
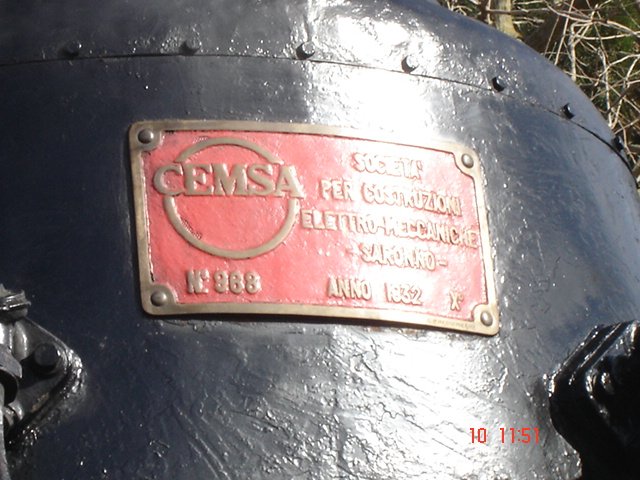
Targa di costruzione della FCL 504
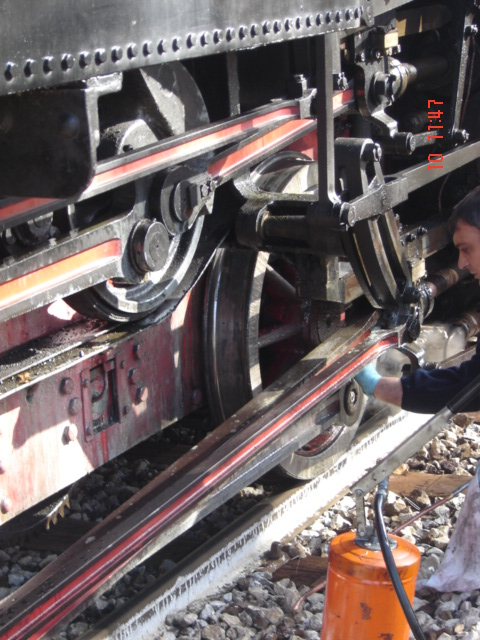
Lubrificazione bielle FCL 504
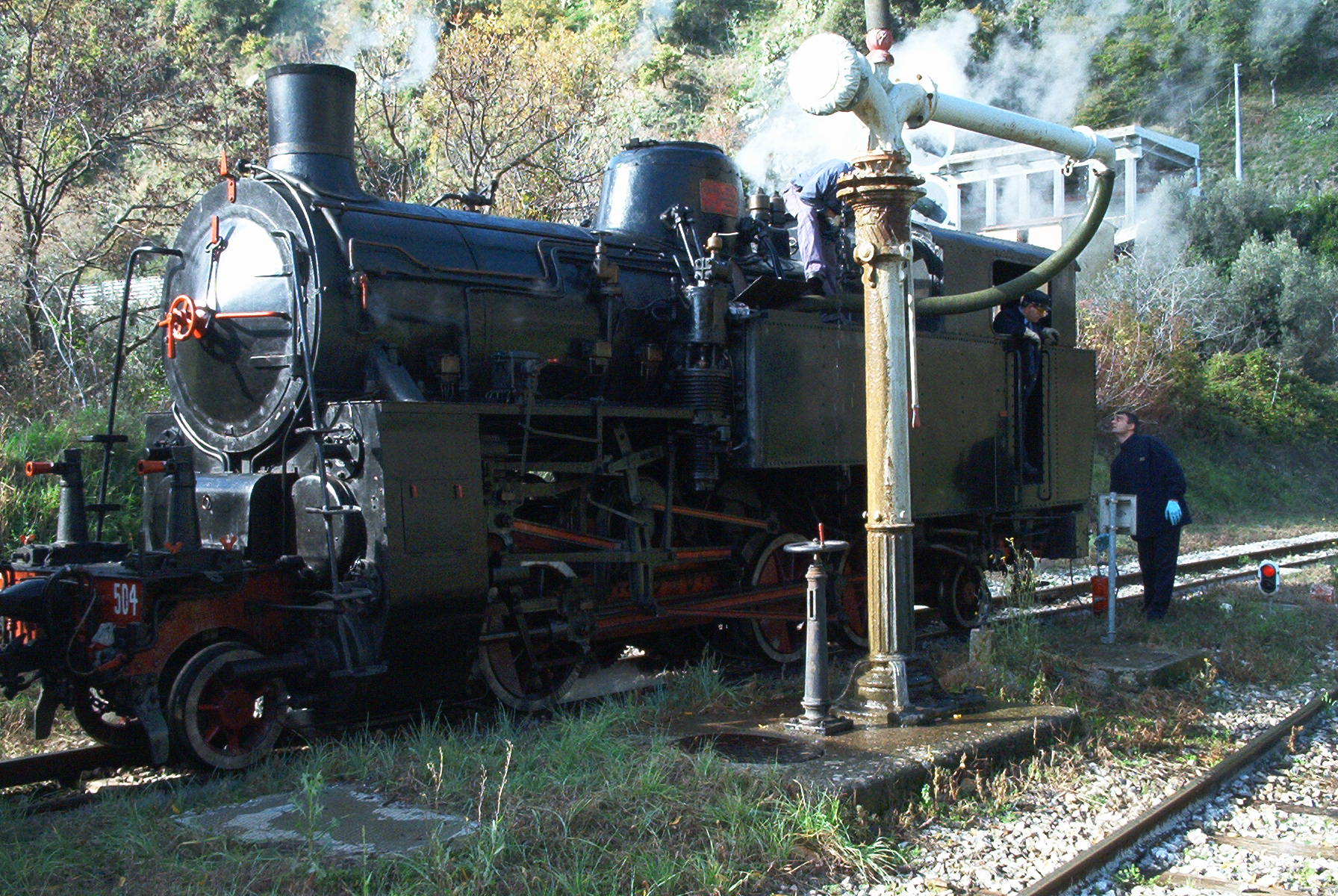
Rifornimento di acqua a Gimigliano